# 金城ふ頭駅

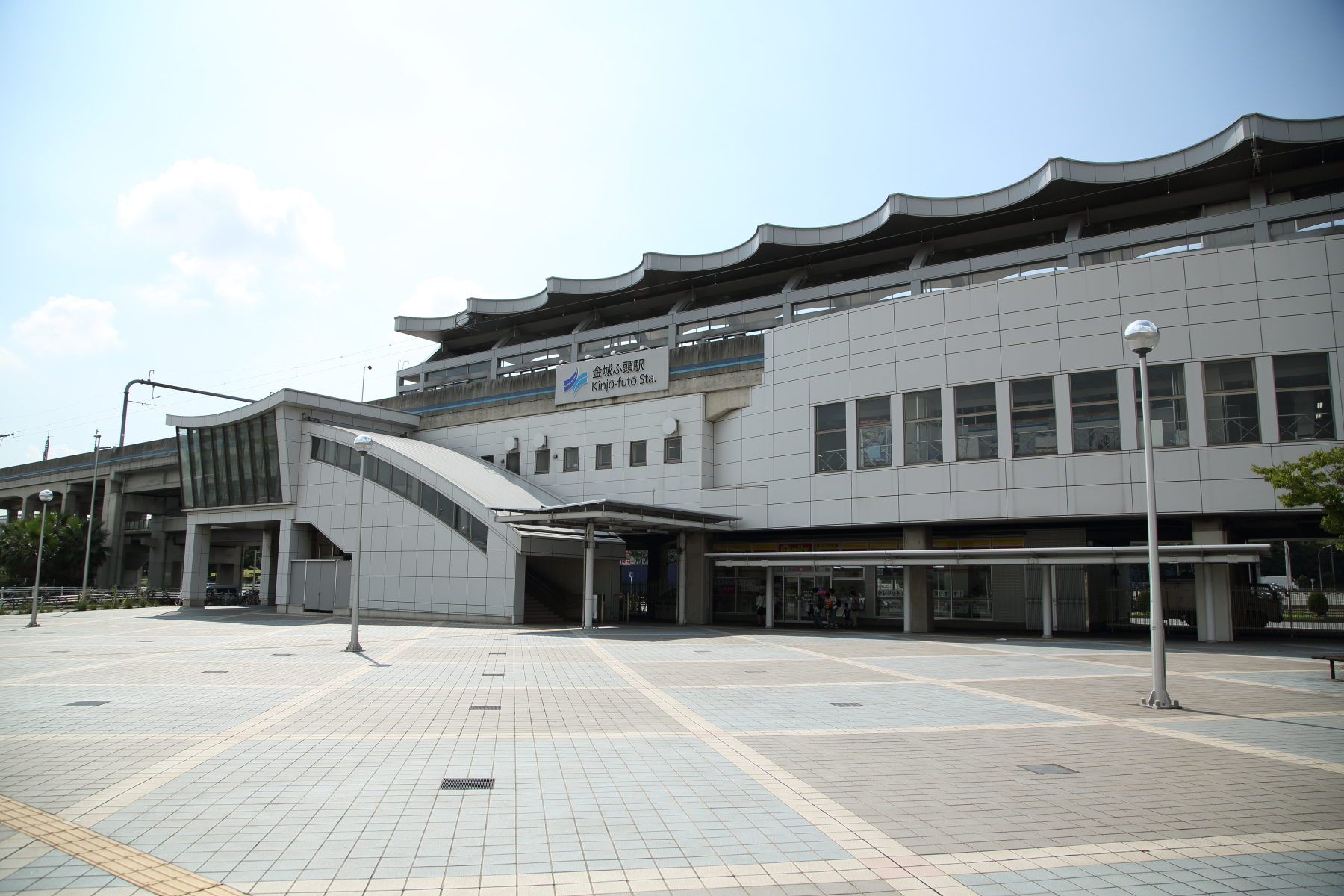
南側（2013年8月）

金城ふ頭駅（きんじょうふとうえき）は、愛知県名古屋市港区金城ふ頭三丁目（名古屋港名古屋地区金城埠頭）にある、名古屋臨海高速鉄道あおなみ線の駅で、同線の終着駅である。駅番号はAN11。

## 歴史
- 2004年（平成16年）
  - 9月20日：沿線区住民対象の試乗会にて公開。
  - 9月25日：名古屋市民対象の試乗会にて公開。
  - 10月6日：開業[1][6]。

## 駅構造

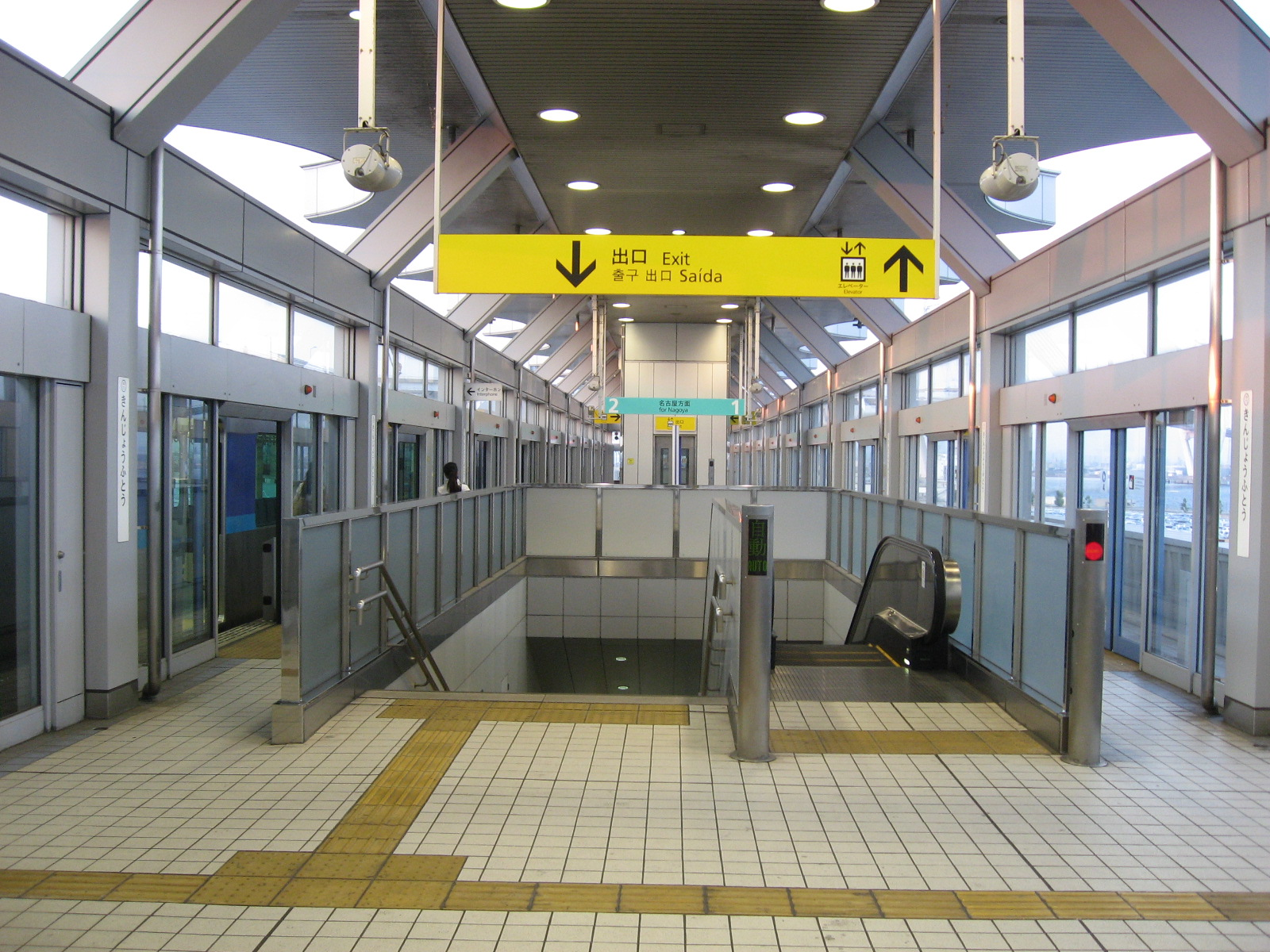
ホーム（2008年8月）

島式ホーム1面2線を有する高架駅である。ホームに安全対策として、あおなみ線では唯一フルスクリーンタイプのホームドアを設置している（海沿いにある当駅の立地を考慮し、風対策のため。ほかの駅はすべて可動式ホーム柵である）。バリアフリーの対応として2の入口とホームへの連絡階段に各1基、3基のエスカレーターを、またエレベーターを入口と改札内に各1基配置。
管理駅であり、巡回駅である野跡駅を管理している。駅員は終日配置されているが一部時間帯は窓口が閉鎖される。

### のりば
| 番線 | 路線         | 行先       |
| ---- | ------------ | ---------- |
| 1・2 | ■ あおなみ線 | 名古屋方面 |

## 利用状況
2021年度の乗車人員は557,414人、1日平均乗車人員は1,527人である。名古屋市国際展示場でイベントが開催される日は多くの来訪者が訪れる。2011年にはリニア・鉄道館が開館、2017年にはレゴランド・ジャパンが開業したことにより、利用客が急増した。これにより名古屋駅に次ぐ2番目の利用客数となっていたが、2020年度、2021年度は新型コロナウイルスの影響で利用客が約3分の1程度まで減少している。

2022年に乗車人員が急激に増えたのは、ポートメッセなごや新１号館が同年10月にオープンした影響がある。
近年の年度別乗車人員の推移は下表のとおりである。
| 年度               | 乗車人員 | 乗車人員  |
| 年度               | 1日平均  | 年度毎    |
| ------------------ | -------- | --------- |
| 2004年（平成16年） | 1,562    | 276,484   |
| 2005年（平成17年） | 1,065    | 388,650   |
| 2006年（平成18年） | 1,013    | 369,850   |
| 2007年（平成19年） | 1,363    | 498,848   |
| 2008年（平成20年） | 1,140    | 416,143   |
| 2009年（平成21年） | 1,146    | 418,301   |
| 2010年（平成22年） | 1,290    | 470,844   |
| 2011年（平成23年） | 2,120    | 775,931   |
| 2012年（平成24年） | 1,769    | 645,793   |
| 2013年（平成25年） | 1,953    | 712,707   |
| 2014年（平成26年） | 2,030    | 741,123   |
| 2015年（平成27年） | 2,228    | 815,468   |
| 2016年（平成28年） | 2,511    | 916,408   |
| 2017年（平成29年） | 4,197    | 1,531,933 |
| 2018年（平成30年） | 3,825    | 1,395,985 |
| 2019年（令和元年） | 4,008    | 1,467,008 |
| 2020年（令和2年）  | 1,198    | 437,114   |
| 2021年（令和3年）  | 1,527    | 557,414   |
| 2022年（令和4年）  | 2,668    | 973,840   |

## 駅周辺
当駅は名古屋港名古屋地区金城埠頭に位置し、フリーマーケットやモーターショーが開催される名古屋市国際展示場（ポートメッセなごや）の東側にある。場所柄、住宅は見当たらない。
土休日のみ、金城ふ頭（金城ふ頭中央緑地）とガーデンふ頭を経由しささしまライブを結ぶ水上バスが運航されている。
- 名古屋市国際展示場（ポートメッセなごや）[1][5]
- レゴランド・ジャパン・リゾート
  - レゴランド・ジャパン[2]
  - レゴランド・ジャパン・ホテル
  - シーライフ名古屋
- Maker's Pier
- リニア・鉄道館〜夢と想い出のミュージアム〜[1]
- 名古屋金城ふ頭アリーナ
- ファニチャードーム本店
- 伊勢湾岸自動車道（名港トリトン）名港中央インターチェンジ
- 名古屋市営金城ふ頭駐車場[10]
- 金城ふ頭線（名古屋市道金城埠頭線）
- 南京大路
- メキシコ大通
- ロサンゼルス大通

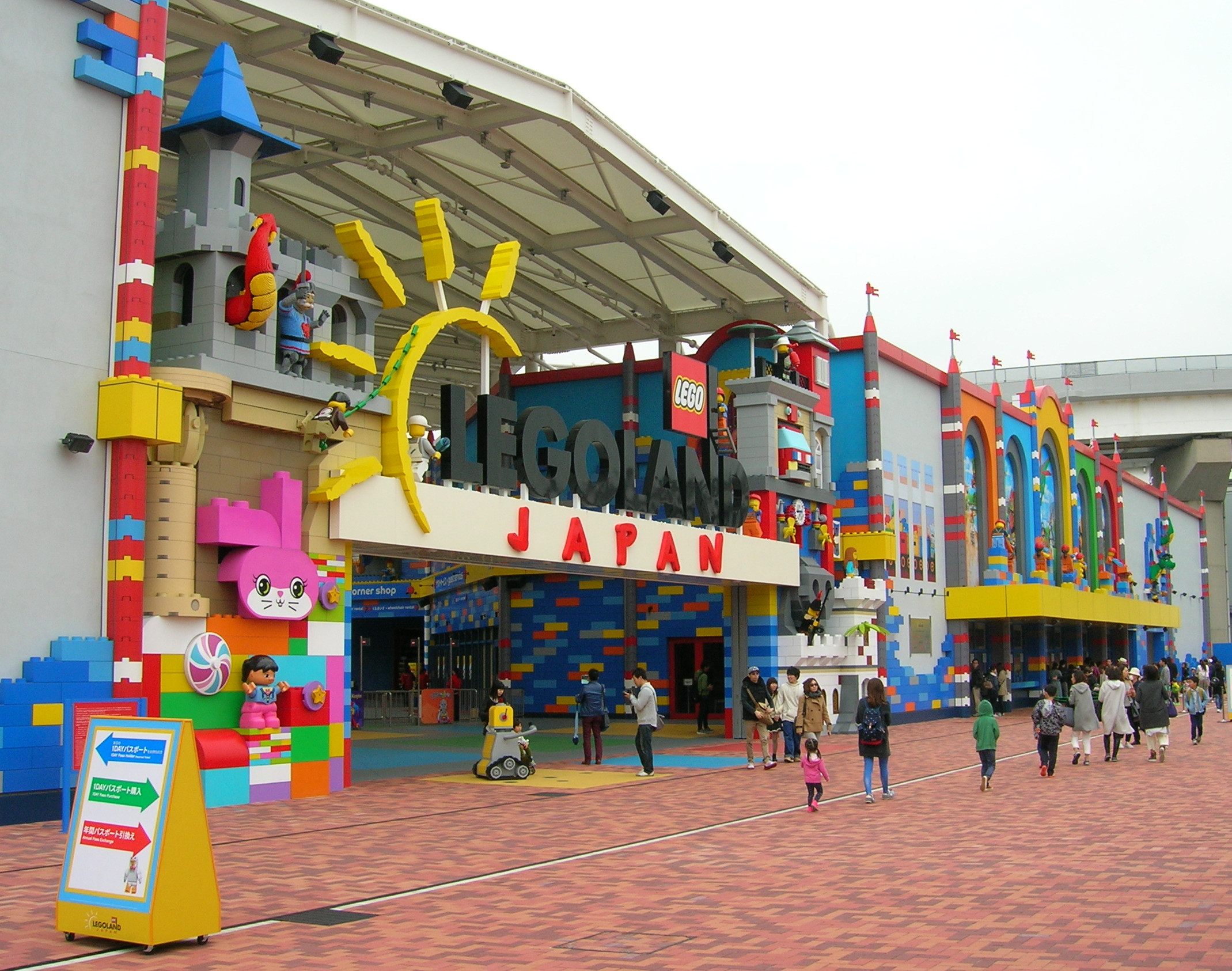
レゴランド・ジャパン
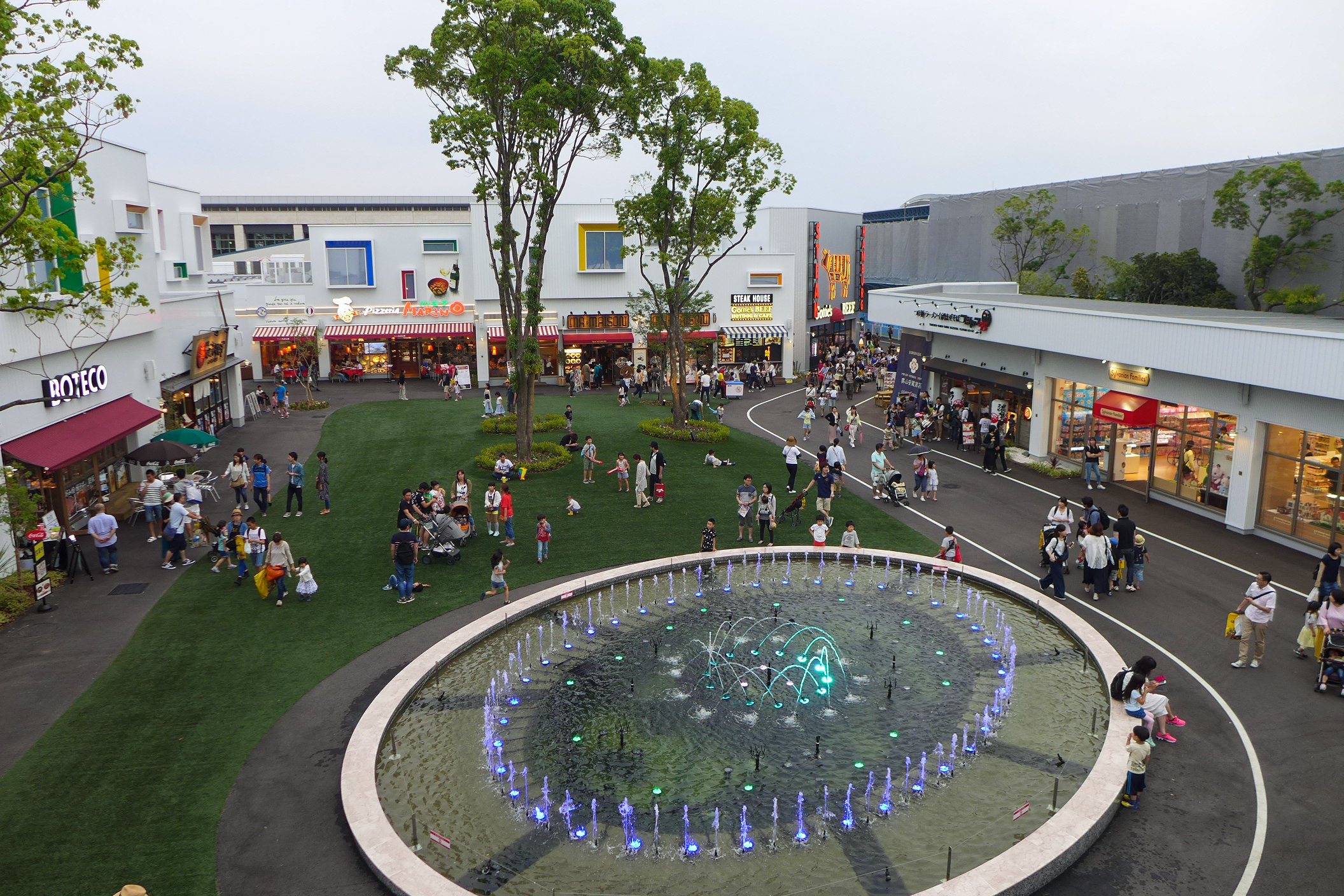
Maker's Pier
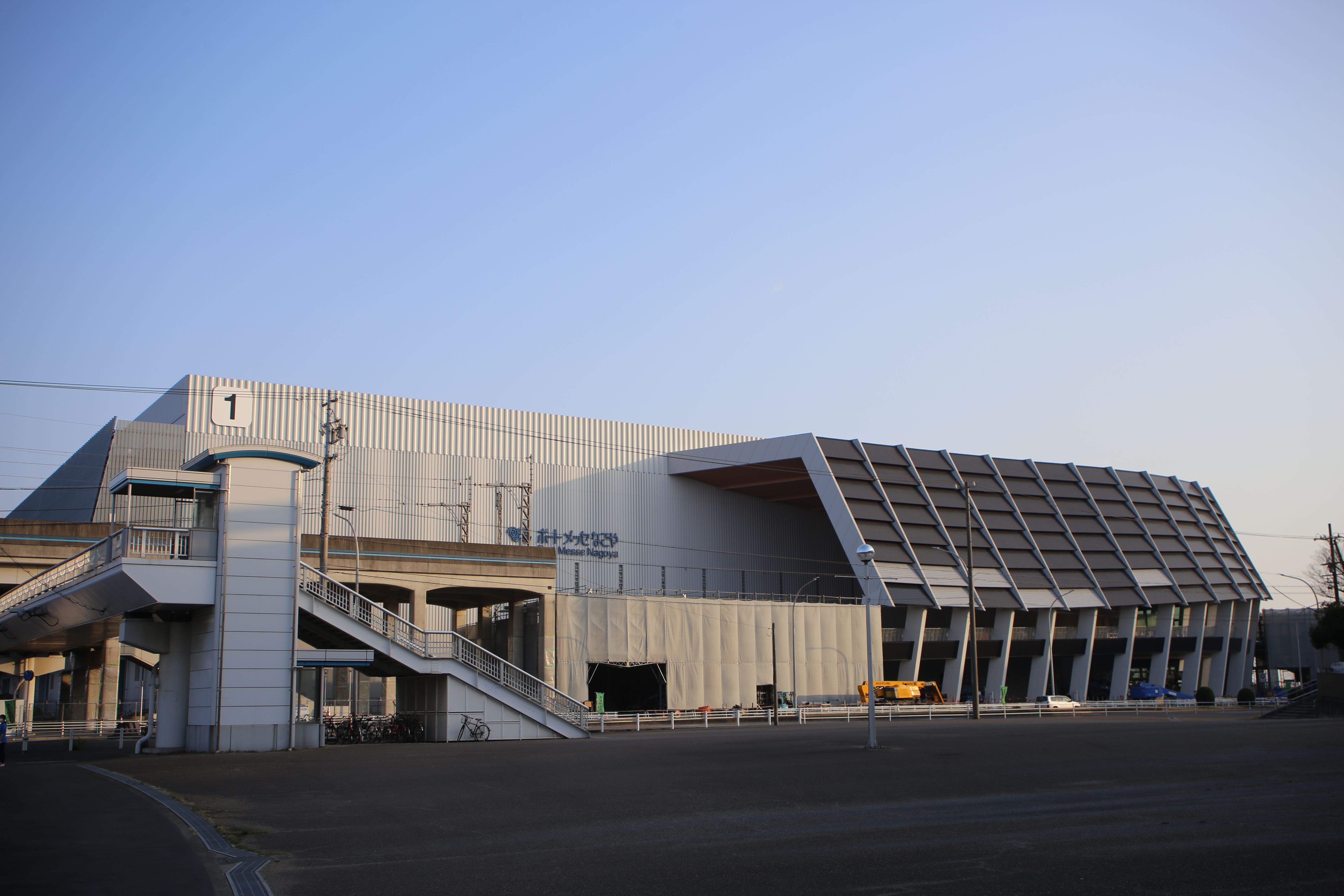
ポートメッセなごや
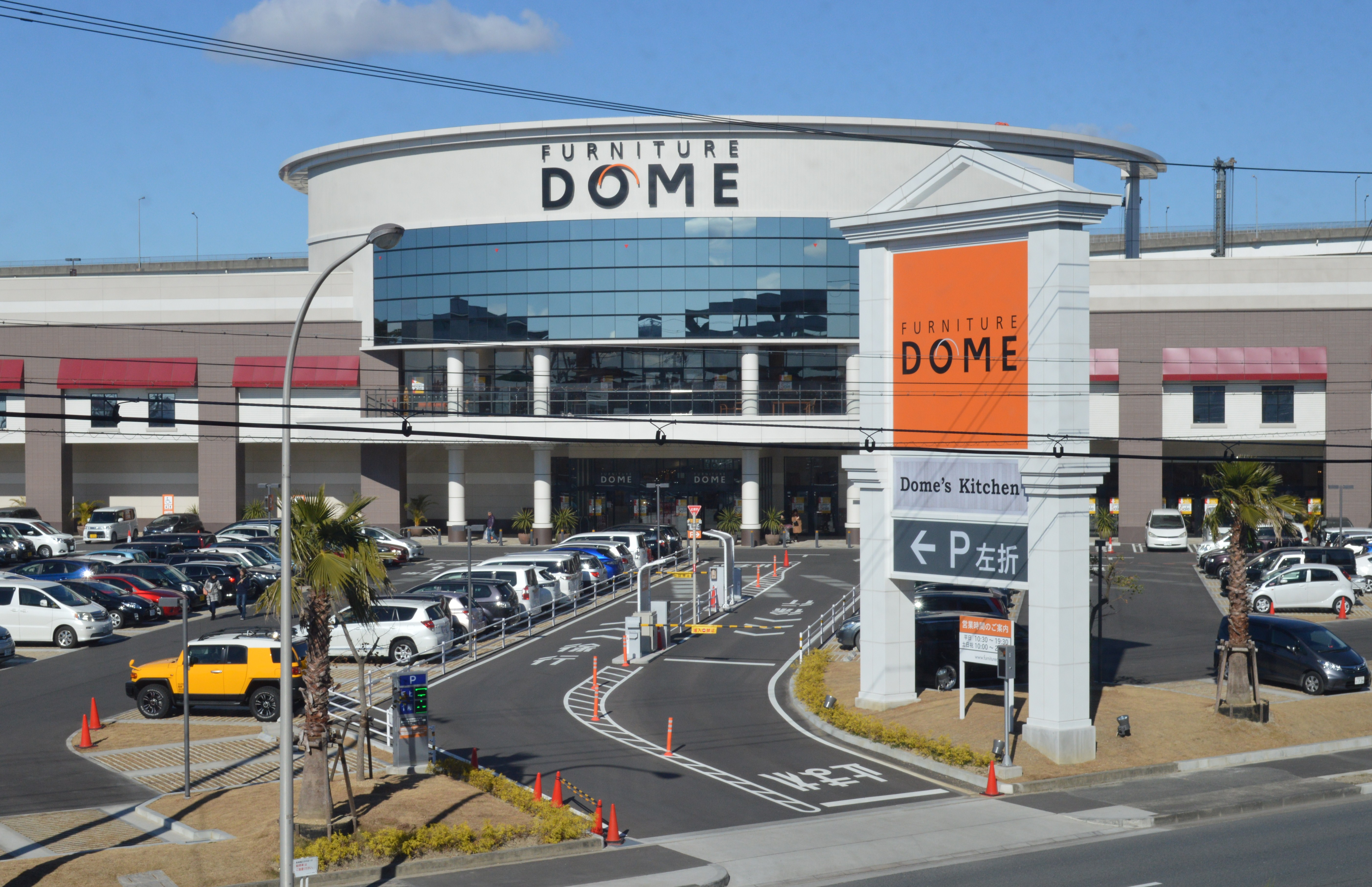
ファニチャードーム
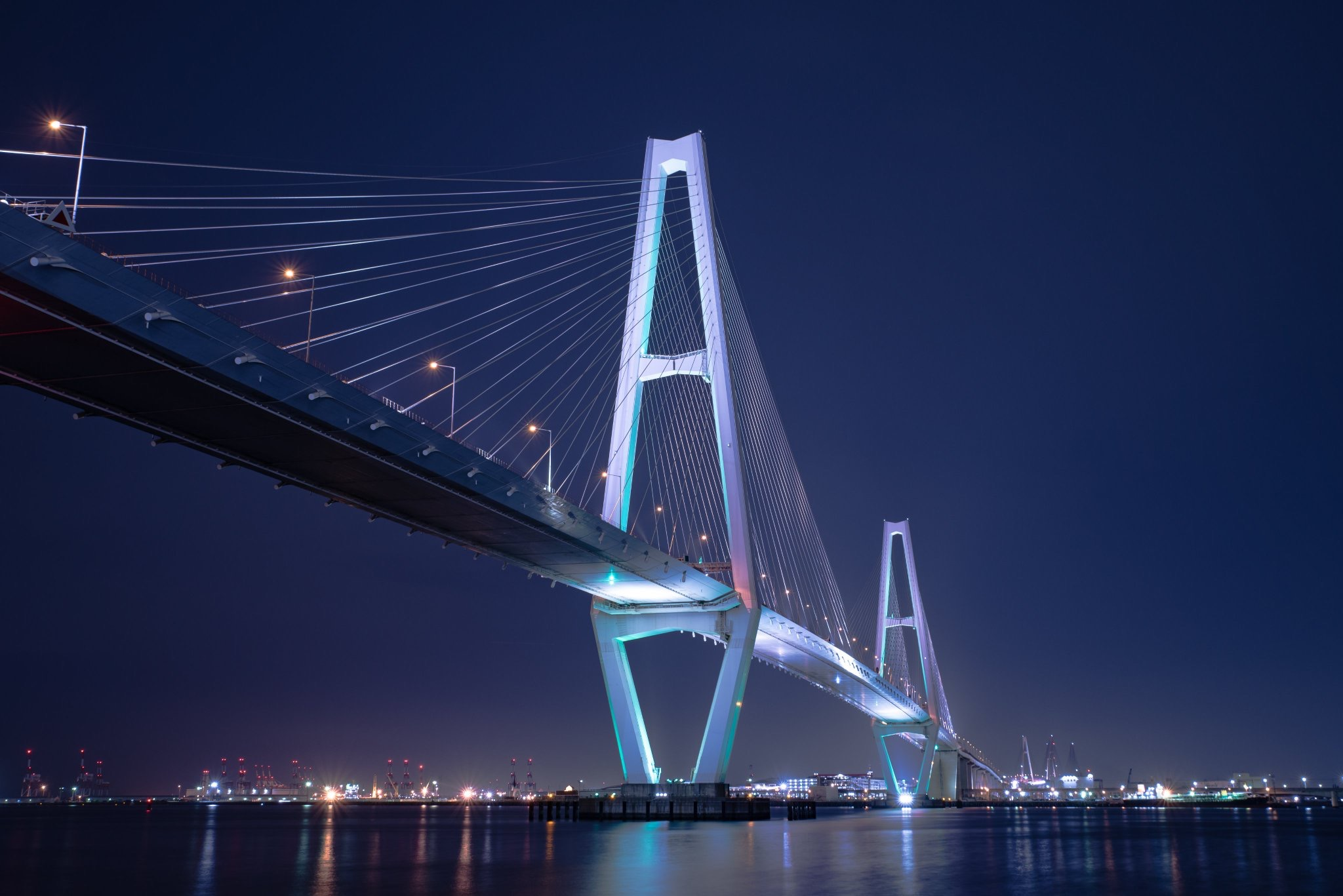
名港トリトンブリッジ

## バス路線
あおなみ線開業前は名古屋市営地下鉄名港線（当時は名城線）名古屋港駅から築地口駅を経由する名古屋市営バスがポートメッセなごやまで走っていたが、あおなみ線の開業後は野跡駅またはフェリーふ頭までに区間が短縮されており、金城ふ頭内に名古屋市営バスは乗り入れない。そのため、名古屋港駅や築地口駅から金城ふ頭やポートメッセなごや方面に向かう場合は基本的に名古屋市営バスとあおなみ線が連絡している稲永駅や野跡駅で乗り換える必要がある。ただし国家試験などの大規模イベント開催時は臨時バスが名古屋港駅から、または名古屋港駅へ運行される場合がある。
2017年（平成29年）4月1日のレゴランド・ジャパン開業に合わせアクセスバスが3路線新設された。これらのうち、つばめ自動車が運行しているみなとシャトルバスは名古屋港駅や築地口駅と金城埠頭を結んでおり、名古屋市営バスより運賃が高いものの再び直接アクセスできるようになっていたが、利用者が伸びず2018年（平成30年）3月31日限りで廃止となっている。

### 現在
以下の路線で、×印は新型コロナウイルス感染症の影響に伴い、無期限で全便運休となっている（2022年時点）。
- ×中部国際空港 - 金城ふ頭駅（ジェイアール東海バス）[12]
- ×桑名駅・長島温泉 - 金城ふ頭駅 - 中部国際空港（三重交通）[13][14]

### 過去
ジェイアール東海バスは2017年（平成29年）7月13日より京阪神昼特急静岡号も停車するようになり、2017年（平成29年）7月15日から「浜松 → 金城ふ頭・名古屋線」が新設されたが、現在はいずれも経由地として廃止となっている。
WILLER EXPRESSも東京・大阪 - 名古屋間の一部路線で金城ふ頭を経由地としていたが、2023年時点で経由するバスは廃止されている。
- 静岡駅（北口）・東名静岡 〜 東名本宿 - 金城ふ頭駅 - 京都深草・大阪駅・USJ（京阪神昼特急静岡号[15]）
- 浜松駅（北口）・東名浜名湖 〜 東名本宿 - 金城ふ頭駅・名古屋駅（新幹線口）（浜松 → 金城ふ頭・名古屋線[16]） - 概ね土日月祝・大型連休のみ
- 名古屋駅太閤通口・金城ふ頭駅（レゴランド）・ナガシマリゾート - 大阪駅前（WILLER EXPRESS）
- 名古屋駅太閤通口・金城ふ頭駅（レゴランド） - バスタ新宿（WILLER EXPRESS）

## 隣の駅
名古屋臨海高速鉄道
■あおなみ線
■普通
野跡駅 (AN10) - 金城ふ頭駅 (AN11)
- ()内は駅番号を示す。土休日などには終点の名古屋駅 (AN01) まで無停車のノンストップ列車が運行されることがある。